# Svenja Stadler
Svenja Stadler (nascida em 26 de agosto de 1976) é uma política alemã do Partido Social Democrata (SPD) que actua como membro do Bundestag pelo estado da Baixa Saxónia desde 2013.

## Carreira política
Stadler tornou-se membro do Bundestag nas eleições federais alemãs de 2013. Ela é membro do Comité de Família, Idosos, Mulheres e Jovens e do Subcomité de Envolvimento Cívico.

## Outras atividades
- Fórum Empresarial do Partido Social Democrata da Alemanha, Membro do Conselho Consultivo Político (desde 2020)[3]